# Viaje de estudios
El viaje de estudios es un viaje que un individuo emprende hacia un país extranjero con el fin de mejorar o profundizar el conocimiento de una lengua extranjera con la explotación de formas de imersión lingüística. Tiene una duración de 2 a 4 semanas y se hace, de norma, en los meses de verano (junio, julio o agosto), durante los cuales se suspende la frecuencia requerida por la obligación escolar.

## Organización
El viaje de estudios generalmente está destinado a adolescentes que, siendo menores de edad, son seguidos por personal adulto durante toda la duración de la estancia en el extranjero y puede considerarse como un paquete que, aunque pueda cambiar significativamente según la compañía que ofrece tal producto, en principio consiste en:
- viaje de ida y vuelta de un aeropuerto de salida en el país de origen a uno de destino donde se realizará el curso;
- traslado hacia y desde la vivienda desde y hacia el aeropuerto;
- curso del idioma elegido para ser llevado a cabo en instalaciones especialmente diseñadas; hay cursos básicos, medios, avanzados e intensivos, que difieren en el número de horas de clase y el nivel de estudio del idioma;
- estancia, que puede ser un alojamiento con una familia anfitriona, en hoteles, en Club de la compañía organizadora del viaje de estudios, en universidades, en residencias;
- comida, siempre según el tipo de alojamiento, con media pensión o pensión completa;
- asistencia de un responsable que se ocupa del grupo de estudiantes y se encarga de cualquier problema que surja durante la estancia;
- seguro.

### Actividades secundarias
Muchas de las numerosas empresas que organizan viajes de estudio también incluyen numerosas actividades, viajes, excursiones, entradas a museos, institutos y monumentos en el precio del curso, que se realizarán en el tiempo libre de las clases diarias y los fines de semana. Estas actividades potencian la inmersión lingüística y el uso del idioma estudiado, permiten la socialización con estudiantes de otros países y  conocer la cultura, las costumbres y las tradiciones del país de acogida.

## Destinos
Los destinos más populares son el Reino Unido, especialmente Inglaterra, pero también Irlanda del Norte y Escocia para estudiar inglés; a lo largo del tiempo, numerosos viajes de estudios también se han desarrollado hacia Estados Unidos, Canadá, Australia y República de Irlanda como destinos de habla inglesa, mientras que Malta siempre ha sido otro destino para aprender inglés. Hay muchos viajes de estudio también para aprender o mejorar otros idiomas, como el español (el destino preferido es España), el francés (Francia), el alemán (Alemania y Austria).